# 사코촌 (후쿠이현)
사코촌(酒生村)은 후쿠이현 아스와군에 존재했던 촌이다. 
현재의 후쿠이시 남동, 호쿠리쿠 자동차도 후쿠이 나들목의 주변에서 동쪽일대에 해당한다.

## 역사
- 1889년 4월 1일 - 정촌제 시행에 의해 11개 촌의 구역을 가지고 성립하였다.
- 1955년 3월 31일 -  이치조다니촌, 가미몬주촌, 시모몬주촌, 로쿠조촌과 합병해 아스와촌이 성립하여, 동일 사코촌은 폐지되었다.

## 교통

### 교통
현재는 구촌에 에쓰미호쿠선이 지나가지만, 당시엔 미개통

### 도로
현재는 구촌에 호쿠리쿠 자동차도 후쿠이 나들목이 소재하지만, 당시엔 미개통

## 참고문헌
- 角川日本地名大辞典 18 福井県